# Краснохвостая бедоция
Краснохвостая бедоция (лат. Bedotia geayi) — тропическая пресноводная рыба из семейства бедоциевых отряда атеринообразных. Популярная аквариумная рыба.

## Описание
Длина тела самок до 15 см, самцов до 9 см. Внешние края спинного и хвостового плавников у самцов красные.

## Ареал и места обитания
Эндемик восточного Мадагаскара. Обитает в прибрежных реках с температурой воды +20…+24 °C, pH = 7,0—8,0 и жёсткостью воды dH = 9—19°. Пелагическая рыба. Распространена в водоёмах, расположенных на высоте до 500 м.

## Охрана
Занесена в Красный список МСОП как уязвимый вид, поскольку её популяция в природе уменьшается из-за уничтожения мест обитания и под влиянием интродуцированных хищников (Gambusia holbrooki) и конкурентов (Xiphophorus spp.).